# Řád Františka Josefa
Řád Františka Josefa (německy kaiserlich österreichischer Franz Joseph-Orden) byl rakouský (po roce 1867 rakousko-uherský) všeobecně záslužný řád, který založil císař František Josef I. 2. prosince roku 1849. Zanikl rozpadem rakousko-uherského mocnářství roku 1918. Na rozdíl od starších záslužných řádů monarchie, Leopoldova řádu a Řádu železné koruny, nebyla s jeho udělením spojena žádná další privilegia.

## Dějiny řádu
Řád založil císař František Josef I. 2. prosince roku 1849 přesně rok po svém nástupu na trůn a to s cílem oceňovat vynikající zásluhy bez rozdílu stavu. Řád byl původně rozdělen do tří tříd, ovšem v důsledku pozdějších úprav se jejich počet zvýšil na pět:
1. velkokříž
2. komtur s hvězdou (od roku 1869)
3. komtur
4. důstojník (od roku 1901)
5. rytíř

K řádu byl formálně (nikoli ale oficiálně) přičleněn i Záslužný kříž o čtyřech (později šesti) stupních (zlatý Záslužný kříž s korunou, zlatý Záslužný kříž, stříbrný Záslužný kříž korunou, Záslužný kříž, železný Záslužný kříž s korunou, železný Záslužný kříž), který mohl být na rozdíl od řádu udílen i ženám.

## Udílení řádu
Již krátce po svém založení se tento řád stal nejčastěji udílenou dekorací podunajské monarchie a pouze v letech 1859, 1866 a 1878 byl početně výrazně přečíslen III. třídou řádu Železné koruny, která se na rozdíl od řádu Františka Josefa udílela i za statečnost v boji. V této době totiž řád Františka Josefa neměl válečnou dekoraci a v souvislosti s bojovými operacemi jej získávali pouze příslušníci logistických složek armády – lékaři, zvěrolékaři, vojenští úředníci, ženisté, trén a duchovní, stejně jako zaměstnanci železnic a telegrafů, tedy organizací důležitých pro přesun vojsk a  materiálu. Ve srovnání se staršími řády (zejména Leopoldovým řádem a Řádem železné koruny) byla jeho prestiž poměrně dlouho nižší a to nejen díky pozdnímu datu založení. Na rozdíl od nich totiž svému nositeli nepřinášel žádná privilegia (především právo na udělení šlechtictví) a tento stav trval až do zrušení tzv. nobilitačních paragrafů těchto řádu roku 1884.

### Novodobé dějiny
Po zádušní mši  u příležitosti 101. výročí úmrtí rakouského císaře Františka Josefa I. 19.11.2017 byl v kapli zámku Schönbrunn po slavnostním ceremoniálu poprvé udělen spolkový odznak (Vereinsabzeichen) "Franz Joseph-Orden", "Ritterkreuz". Spolu s nově udíleným Alžbětínským řádem je od té doby pravidelně slavnostně udělován za účasti arcivévodského páru Herty Margharete a Sandora Habsburg-Lothringen.

## Vzhled řádu
Odznakem je zlatý, červeně smaltovaný tlapatý kříž, převýšený císařskou korunou. Kříž je položen na černě smaltovaném rakouském orlovi, který drží v zobácích zlatý řetěz s heslem císaře Františka Josefa VIRIBUS UNITIS (Společnými silami) překrývající dolní rameno kříže. V bílém středovém medailonu se nachází zlaté iniciály zakladatele, na zadní straně pak letopočet 1849. K řádu patřily i řetízky, které se nosily k civilnímu oděvu. Velkokříž byl tvořen střídajícím se císařským orlem s korunovanou iniciálou, komtur orlem s císařskou korunou a rytíř pak bílými medailonky s iniciálou a korunou. Hvězda je osmícípá a brilantující s řádovým odznakem na středu. Hvězda komtura je totožná, jen o něco menší.
Stuha řádu byla původně jen malinově červená, ale od 14. října 1914 mohl být řád udílen i za válečné zásluhy a to na stuze červeno-bíle šrafované (tzv. stuha Vojenského záslužného kříže). Od 13. prosince 1916 mohly být ke všech třídám řádu přidány meče za válečné hrdinství. Podle nejvyššího rozhodnutí císaře Karla I. ze 17. února 1918 bylo umožněno za zvláštní zásluhy udílet komturský, důstojnický a rytířský kříž i podruhé. Civilní nositelé řádu mohli při každodenním nošení použít řádovou miniaturu zavěšenou v knoflíkové dírce na zvláštních ozdobných řetízcích, které si lišily podle jednotlivých tříd.

## Dělení
Původně byl řád dělen do tří tříd. V roce 1869 přibyla třída komtura s hvězdou a v roce 1901 pak třída důstojníka. Celkově se potom dělil do 5 tříd.
- I. třída: velkokříž – velkostuha, hvězda
- II. třída: komtur s hvězdou – u krku, menší hvězda
- III. třída: komtur – odznak u krku
- IV. třída: důstojník – připínací kříž na prsou
- V. třída: rytíř – na prsou

## Významní nositelé
Roku 1853 byl jako mimořádné ocenění udělen vídeňskému měšťanovi Josefu Ettenreichovi a pobočníkovi císaře hraběti Maximilianu O'Donnelovi, kteří 18. února téhož roku zachránili Františku Josefovi I. život při atentátu.K významným nositelům řádu z českého prostředí patřili například historik Jaroslav Goll, politik a ministr Antonín Randa, vynálezce František Křižík, baron František Ringhoffer II. (všichni II. třída), vědec Johann Gregor Mendel, vydavatel Jan Otto (III. třída), heraldik a historik August Sedláček (IV. třída) a dále malíř Alfons Mucha, sochař Josef V. Myslbek, malíř Joža Úprka, herec Eduard Vojan, spisovatel Alois Jirásek, právník Augustín Ráth, ředitel a prokurista Ringhofferovy firmy František Adolf Hering či karlovarský průmyslník a stavitel Josef Waldert (V. třída).

## Galerie

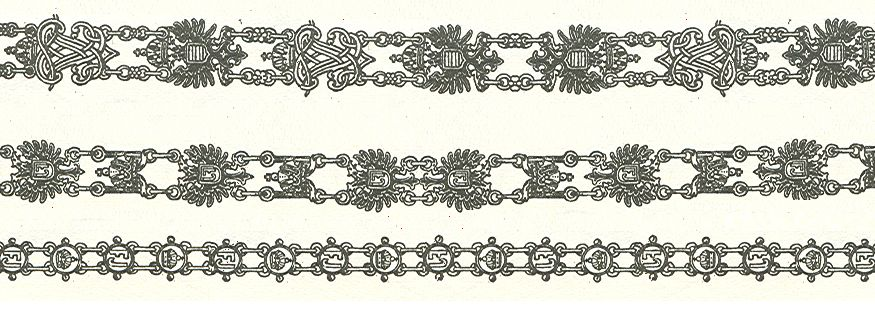
Řetízky řádu Františka Josefa umísťované na civilní oděv
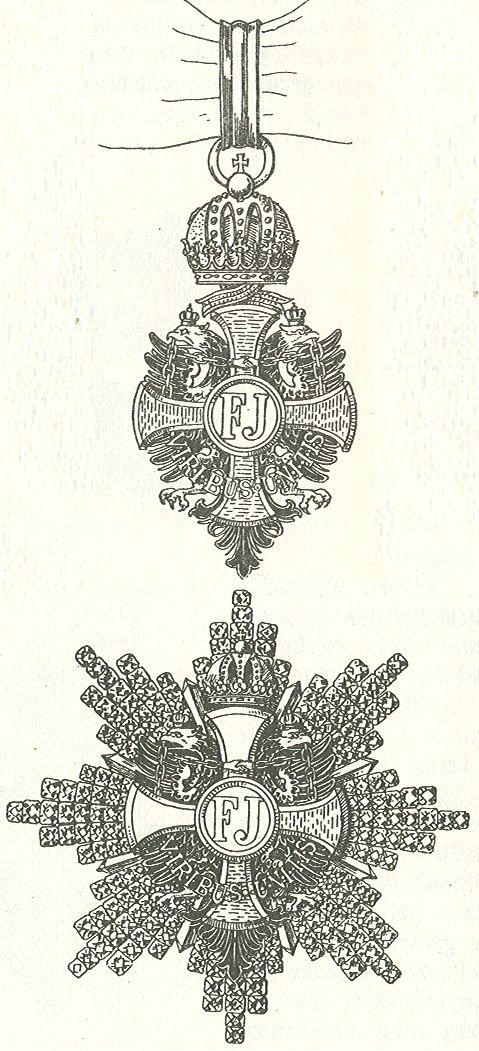
Komturský kříž Řádu Františka Josefa s hvězdou
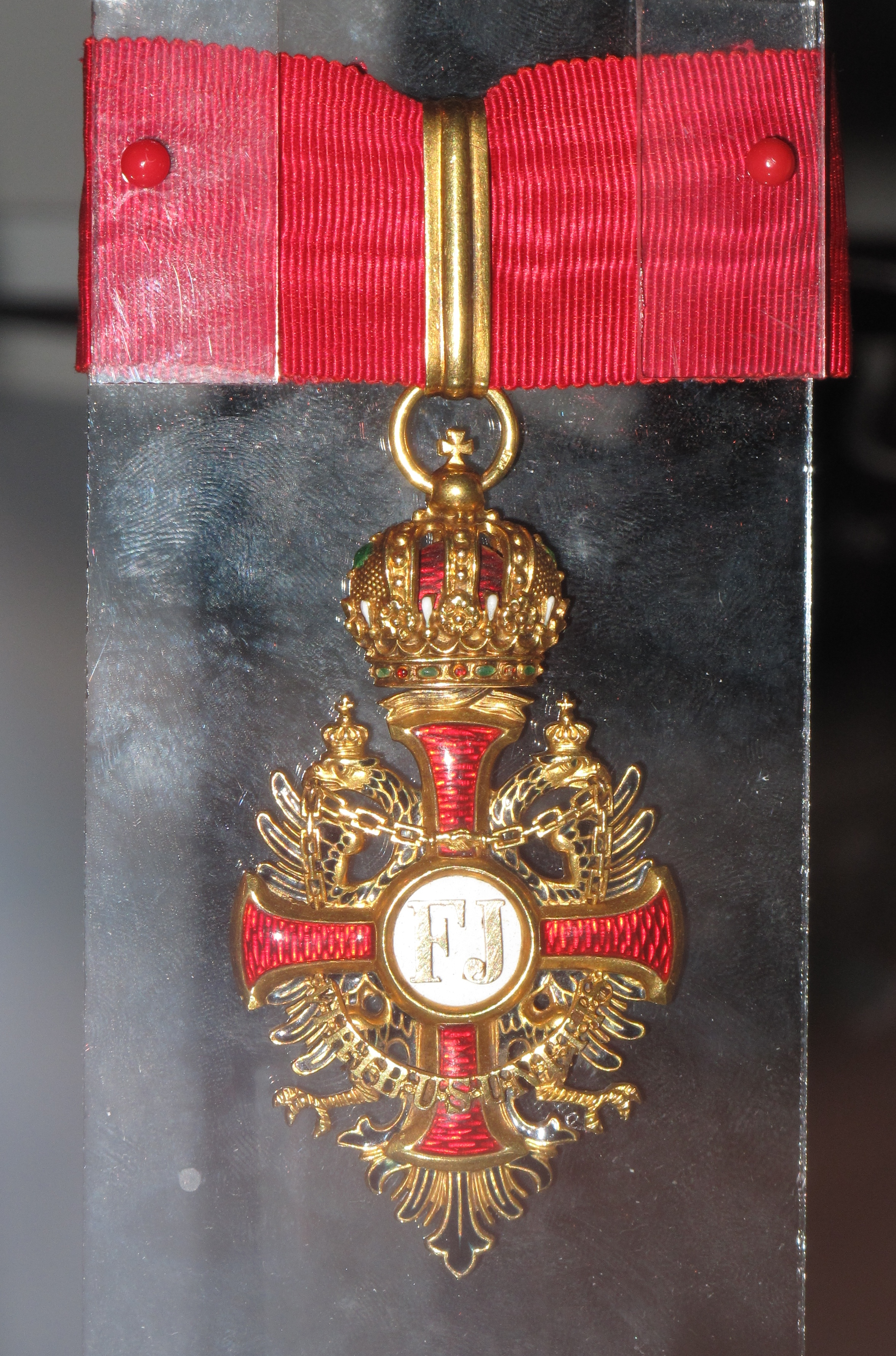
Komturský kříž řádu Františka Josefa I. třídy
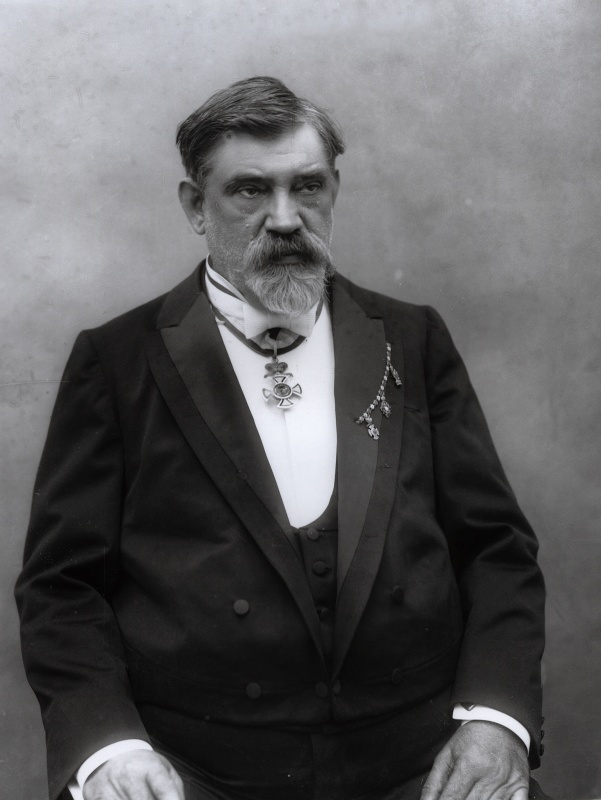
František Křižík s miniaturou řádu Františka Josef (třetí na řetížku)